# Pic Wilson
Ne doit pas être confondu avec mont Wilson (Colorado).
Pour les articles homonymes, voir Wilson.
Le pic Wilson, en anglais Wilson Peak, est un sommet montagneux américain dans le comté de San Miguel, au Colorado. Il culmine à 4 272 mètres d'altitude dans les monts San Miguel. Il est protégé au sein de la forêt nationale d'Uncompahgre et de la Lizard Head Wilderness.